# Cold Meat Industry
La Cold Meat Industry (a volte abbreviata con l'acronimo CMI) è stata un'etichetta discografica indipendente svedese.

## Storia
Fondata nel 1987 da Roger Karmanik e chiusa ufficialmente nel 2014, l'etichetta è considerata da molti una prestigiosa e influente distributrice di musica dark ambient. Fra gli altri stili in cui si è specializzata vi sono il neofolk, il martial industrial e il power electronics. Fra gli artisti che essa ha prodotto si contano All My Faith Lost, gli Arcana, Atrium Carceri, Brighter Death Now, Desiderii Marginis, Deutsch Nepal, In Slaughter Natives, Memorandum, Morthound, Mortiis, Ordo Rosarius Equilibrio, In Slaughter Natives, Raison d'être, Dahlia's Tear e i Rome.